# 黄海製鉄所
座標: 北緯38度43分54.8秒 東経125度37分51.6秒 / 北緯38.731889度 東経125.631000度
黄海製鉄所（ファンへせいてつしょ）は、朝鮮民主主義人民共和国（北朝鮮）の黄海北道松林市にある製鉄所。工場の敷地面積は330万m2（約100万坪）。
関連事業を統合した企業体黄海製鉄連合企業所（ファンヘせいてつれんごうきぎょうしょ）を構成している。

## 沿革

### 前身
黄海製鉄所の前身は、日本統治時代に建設された「兼二浦製鉄所」である。兼二浦製鉄所は三菱系の三菱製鉄が建設して1918年に操業を開始し、後に日本製鐵の運営となっている。製銑設備と製鋼設備を備え、年間に約25万トンの銑鉄と約5.9万トンの鋼鉄を生産できた。

### 第二次世界大戦後
1946年2月に「黄海製鉄所」となる。
朝鮮戦争では爆撃を受けて溶鉱炉がすべて破壊されるが、1954年6月の平炉復旧を皮切りとして1950年代後半の五カ年計画期に再建が進められた。1960年代に設備が増設されたことによって、製銑、製鋼、圧延の3要素を持つ一貫製鉄所になった。
1970年代に小規模溶鉱炉を拡張、新設して銑鉄生産能力を約27万トン増大して、鉄線、ロープなどを生産する銑材圧延設備も建設された。
1980年代にも生産能力を拡張して生産工程の自動遠隔調整システムを導入。年間約1万トンのステンレス鋼板設備、連続造塊機などが建設された。同製鉄所の年間の鋼鉄生産量は約145万トンは、北朝鮮全体の年間鋼鉄生産量、約600万トンの24％に当たる。
1990年代後半以降は、電力事情の悪化や食料難や原料供給の不足などの経済危機の影響や、設備の老朽化により、鉄鋼生産量が減少している。1998年には製鉄所の労働者が食料の配給を求めてデモを起こしたものの、北朝鮮当局による弾圧、虐殺に遭い、多数の死傷者を出した。
黄海製鉄所は鉄鋼生産の効率を高めて原料供給、輸送を円滑に行うため、関連企業を統合した「黄海製鉄連合企業所」を構成している。